# 東洋越陳人
東洋 越陳人（とうよう えっちんじん、天保7年（1836年） - 大正5年（1916年））は、江戸時代末期から大正時代にかけての日本の文人画家。本名は服部郡平（はっとりぐんへい）。

## 経歴

### 子供時代
天保7年（1836年）生まれ。頸城郡野村（現・上越市三和区野）の農家の次男。寺子屋に通い、漢学に明るく絵を描くことが得意な子で天童と呼ばれたという。

### 修行時代
20歳になったころ、医学を志して長崎へ旅立つ。長崎三画人の一人で禅宗の僧侶だった鉄翁祖門(てつおうそもん)に弟子入りして絵の勉強をしたが、医師になる勉強はしなかった。30歳になろうかというころ、師から「越陳人」の号を与えられて独立。

### 画家として独立後
生活は苦しく按摩（あんま）や傘作りをして暮らしたと伝えられている。絵の勉強をしながら20年あまり全国を放浪し、40歳を過ぎた明治10年（1877年）に帰郷、新潟や北陸地方を旅しながら絵を描いた。新潟県から推薦されて明治15年（1882年）の全国絵画共進会に代表作「苗名滝(なえなたき)」ほか2 点を出品、明治天皇による天覧の名誉を受け、全国に名を知られることとなった。上越地方を中心に旅をしながら画作にふける毎日を送り、明治19年（1886年）に直江津五智に居を構え、ここが終の棲家となった。名声を得た後も貧しく、好きな酒を飲みながらの自由な生活を好み、頼まれて絵を描く人生を送った。80歳で没し、五智の光源寺(こうげんじ)に墓がある。

## 参考図書
- 東洋越陳人 上越市HP